# Schloss Puchheim

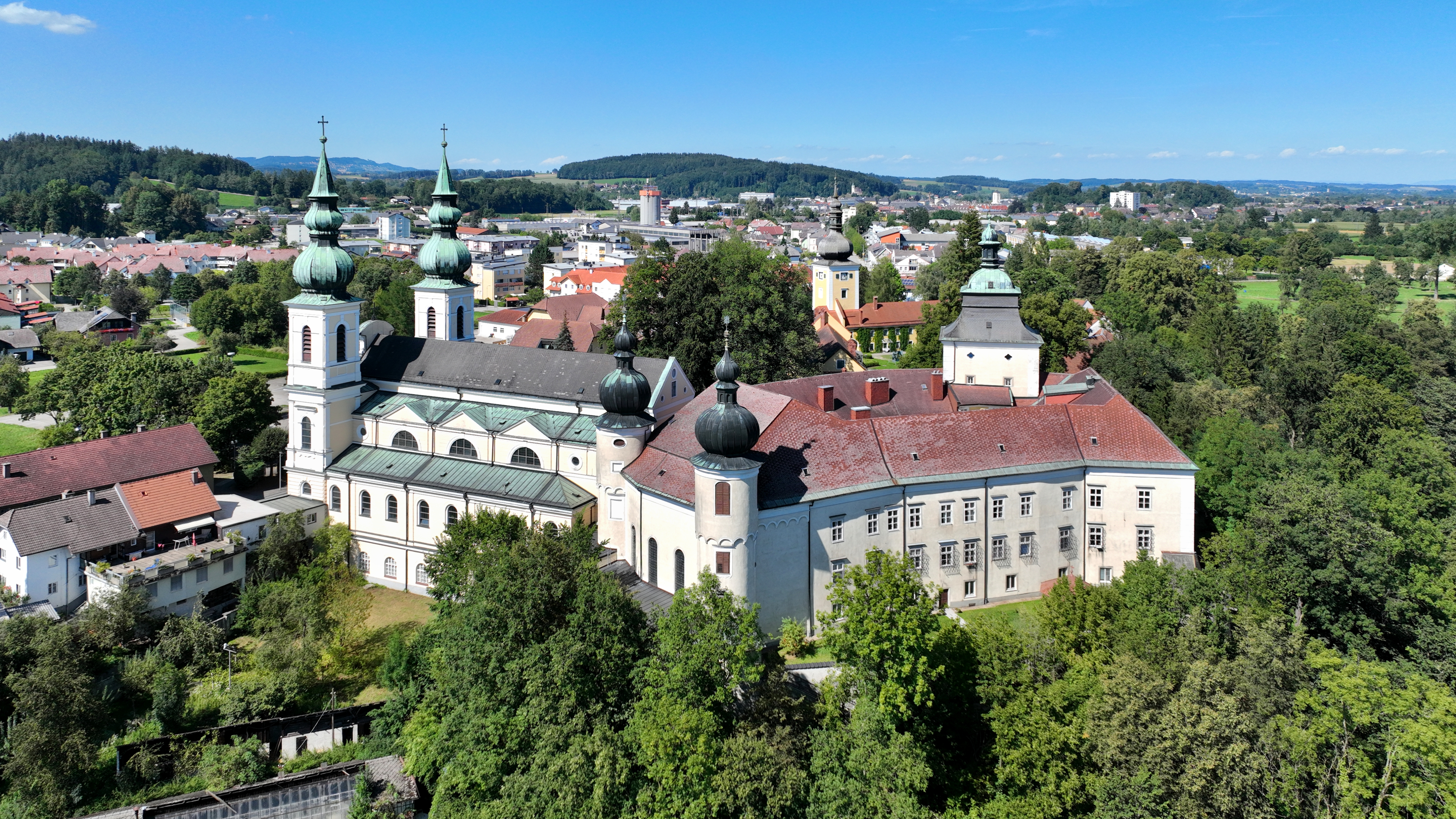
Castelo de Puchheim

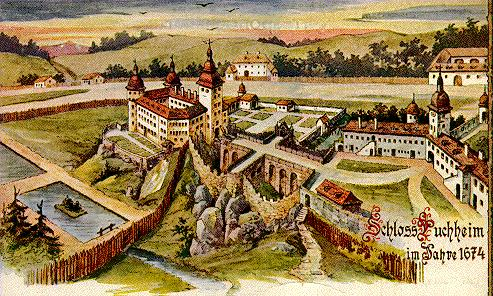
Gravura em cobre de Georg Matthäus Vischer: o castelo de Puchheim (1674)

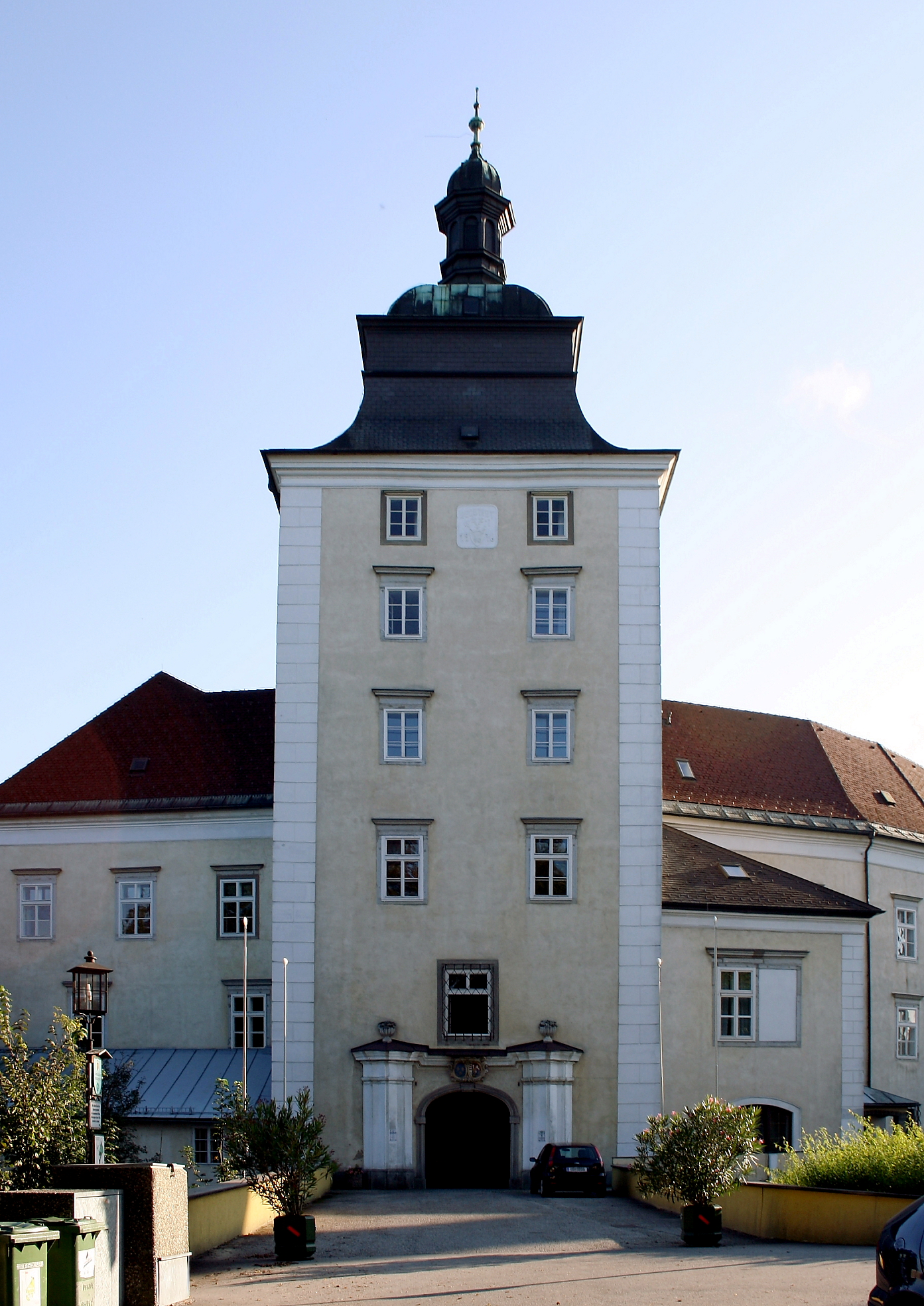
A torre do portão do castelo

O Schloss Puchheim está localizado no distrito de Puchheim, na cidade de Attnang-Puchheim, Alta Áustria.

## História
A construção antecessora no local foi uma "fortaleza Puchheim" (Feste Puchheim), mencionada em um documento de 1130 e que foi destruída por um incêndio em 1585.
Originalmente a Feste Puchheim era o castelo dos ancestrais dos cavaleiros de Puchheimer. Em 1348 Albrecht von Puchheim transferiu sua possessão para Alberto II da Áustria, recebendo em troca como feudo Litschau e Heidenreichstein. Em 1462 Alberto VI da Áustria vendeu o castelo, que em 1551 chegou à posse da nobreza de Polheim. Em 1585 a fortaleza da Idade Média foi completamente destruída por um incêndio, e os Polheim construíram em seu lugar um castelo de quatro naves no estilo renascentista. No decurso da recatolização da região Ob der Enns pelo Kaiser Rodolfo II eclodiu a Guerra dos Camponeses da Alta Áustria.